# Jeffrey John

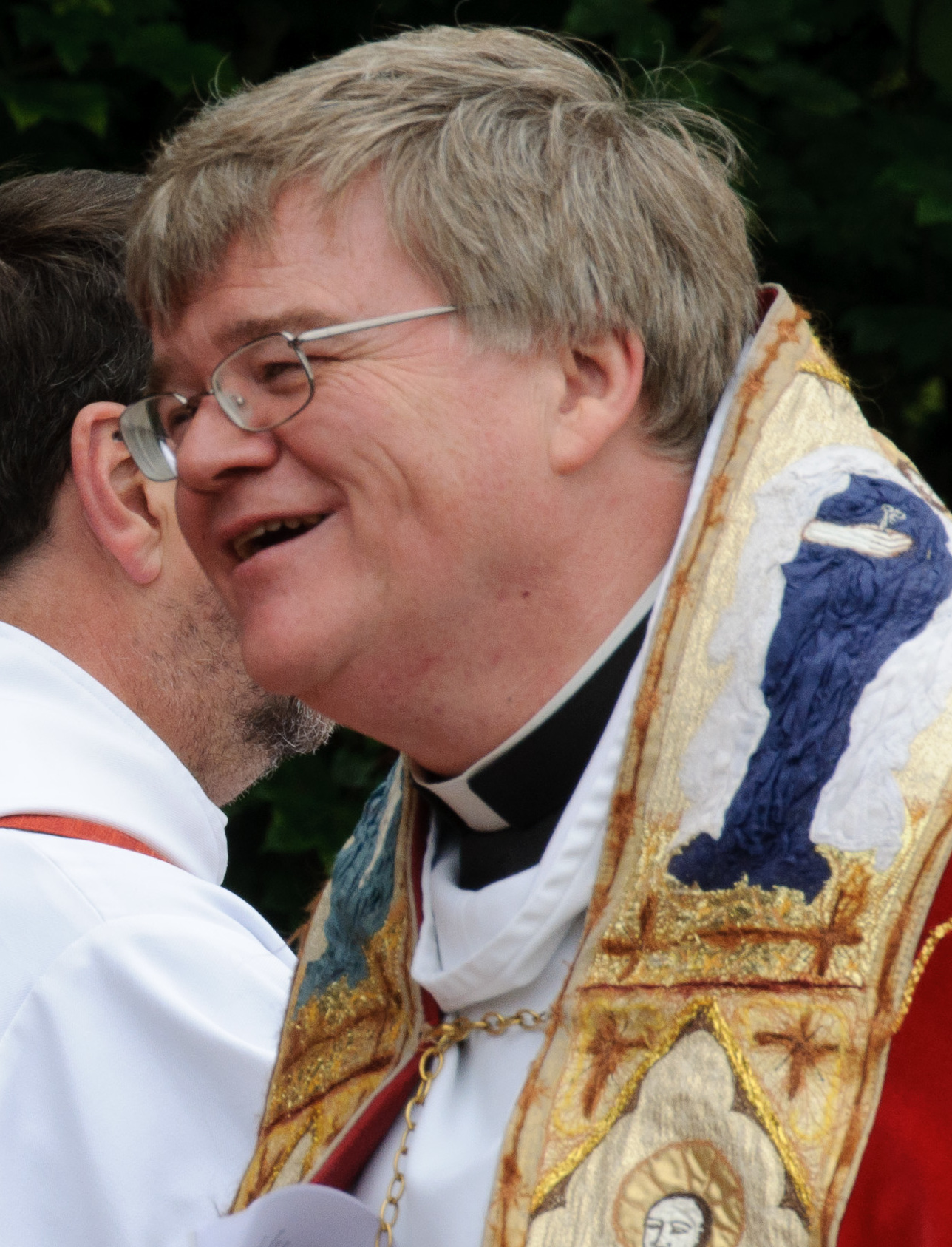
Jeffrey John

Jeffrey Philip Hywel John (* 10. Februar 1953 in Tonyrefail, Wales) ist ein anglikanischer Geistlicher und Theologe und der gegenwärtige Dekan der Abtei von St Albans.

## Leben
Nach seiner Schulausbildung studierte John am Hertford College in Oxford Classics und moderne Sprachen. Im Anschluss daran studierte er Theologie am St Stephen’s House in Oxford. Nach einer Curracy in Penarth, Llandaf, kehrte John nach Oxford zurück und erwarb einen Doktor in Theologie. John schloss sich der Society of Catholic Priests an. John wurde Chaplain am Brasenose College in Oxford und wurde 1984 zum Dekan am Magdalen College in Oxford ernannt. Er war seit 1991 Vikar an der Holy Trinity Kirche in Eltham und wurde 1997 canon chancellor an der Southwark Cathedral in London.
John ist ein Gründungsmitglied der Organisation Affirming Catholicism, einer Gruppe, die den Katholizismus innerhalb der Anglikanischen Kirche verteidigt und die eine Kampagne zur Frauenordination unterstützt.
Am 20. Mai 2003 wurde seine Ernennung zum Bischof von Reading, einem Suffraganbischof in der Diözese von Oxford bekannt. Die Nominierung von John führte zu einer Kontroverse in der Church of England und in der anglikanischen Gemeinschaft. Seit vielen Jahren engagierte sich John als LGBT-Aktivist.
Am 6. Juli 2003 zog John seine Nominierung zum Bischofsamt zurück. Am 19. April 2004 wurde John zum Dekan der Abtei von St Albans ernannt. Die Einführung erfolgte am 2. Juli 2004.
Im August 2006 heiratete John seinen Partner Grant Holmes.

## Werke (Auswahl)
- 2001: The Meaning in the Miracles. Canterbury Press, ISBN 1-85311-434-0
- 1997: The Ministry of Deliverance. Affirming Catholicism. Longman and Todd Ltd, Darton, ISBN 0-232-52222-7
- 1997: Marriage, Divorce and the Church. Affirming Catholicism. Longman and Todd Ltd, Darton, ISBN 0-232-52224-3
- 1994: Living the Mystery: Affirming Catholicism and the Future of the Church. Longman and Todd Ltd, Darton, ISBN 0-232-52071-2
- 1994: Permanent, Faithful, Stable: Christian Same-Sex Partnerships. Longman and Todd Ltd, Darton, ISBN 0-232-52075-5
- 1992: Living Tradition: Affirming Catholicism in the Anglican Church. Longman and Todd Ltd, Darton, ISBN 0-232-51981-1